# Suzuki Alto
Suzuki Alto (укр. Сузукі Альто) — маленький автомобіль (Кей-кар) розроблений японською компанією Suzuki. Вперше представлений в 1979 році. В даний час продається сьоме покоління моделі. Автомобіль виготовляється в багатьох країнах світу, причому для ринку Європи інколи пропонуються зовсім інші автомобілі ніж для Японії.

## Японський ринок

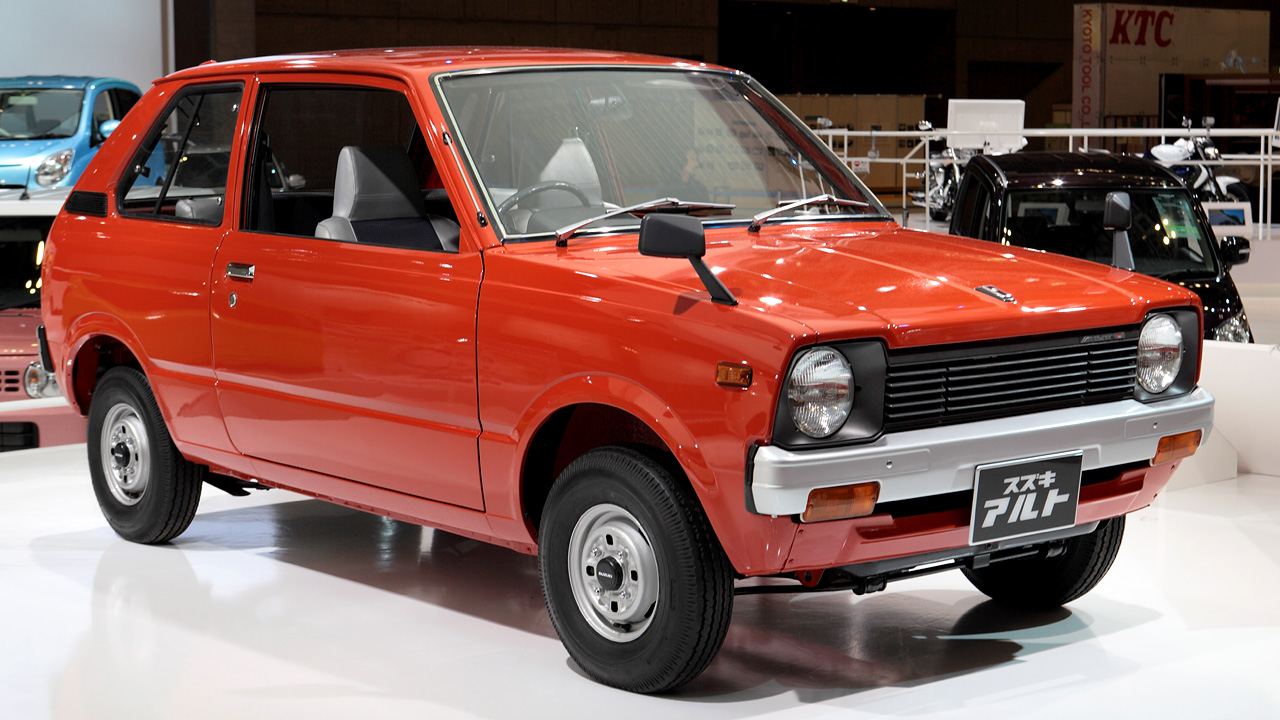
Suzuki Alto SS30/SS40 (1979–1986)
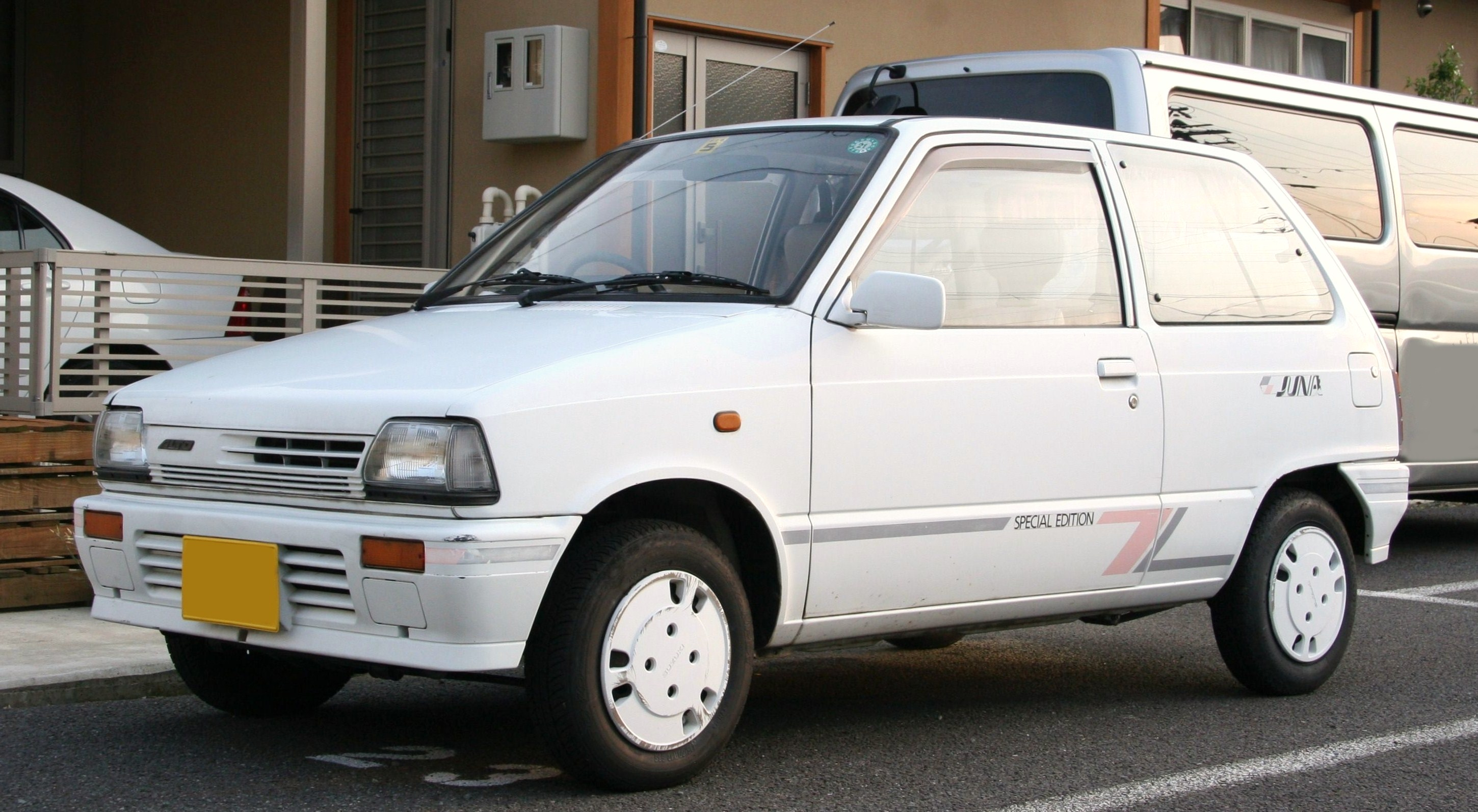
Suzuki Alto CA71 (1984–1988)

### Третє покоління (1988-1994)

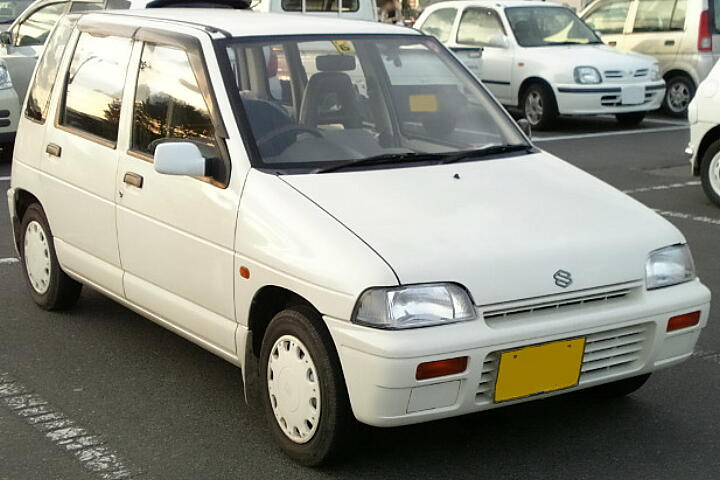
Suzuki Alto CL11 (1988–1994)

Третє покоління Alto почало випускатися в 1988 році. Як і раніше, цей автомобіль, виконаний у вигляді 3 або 5-дверного хетчбека, має однакові з Fronte основні компоненти. Зовнішнє оформлення кузова виконано в «коробчатому» стилі. При цьому автомобіль має великою площею скління. Alto CL11 має найбільшу колісну базу в своєму класі, тому нескладно здогадатися про місткості та комфортності його салону. До речі, салон комплектується зручними обертовими кріслами.
Цей автомобіль отримав високу популярність серед жінок як засіб пересування, призначене для міських поїздок. У 1990 році, в зв'язку зі зміною стандартів на малолітражні машини, обсяг рядного 3-циліндрового двигуна Alto з 550 см3 збільшився до 660 см3. Одночасно з цим мотор отримав 12 клапанів. За рахунок збільшення переднього і заднього бампера зовнішній вигляд Alto теж дещо змінився. У 1991 році відбулася часткова модернізація, зокрема, була поліпшена система безпеки автомобіля. Alto випускається також в такому варіанті кузова, як Tall Wagon («високий універсал»).

### Четверте покоління (1994-1998)

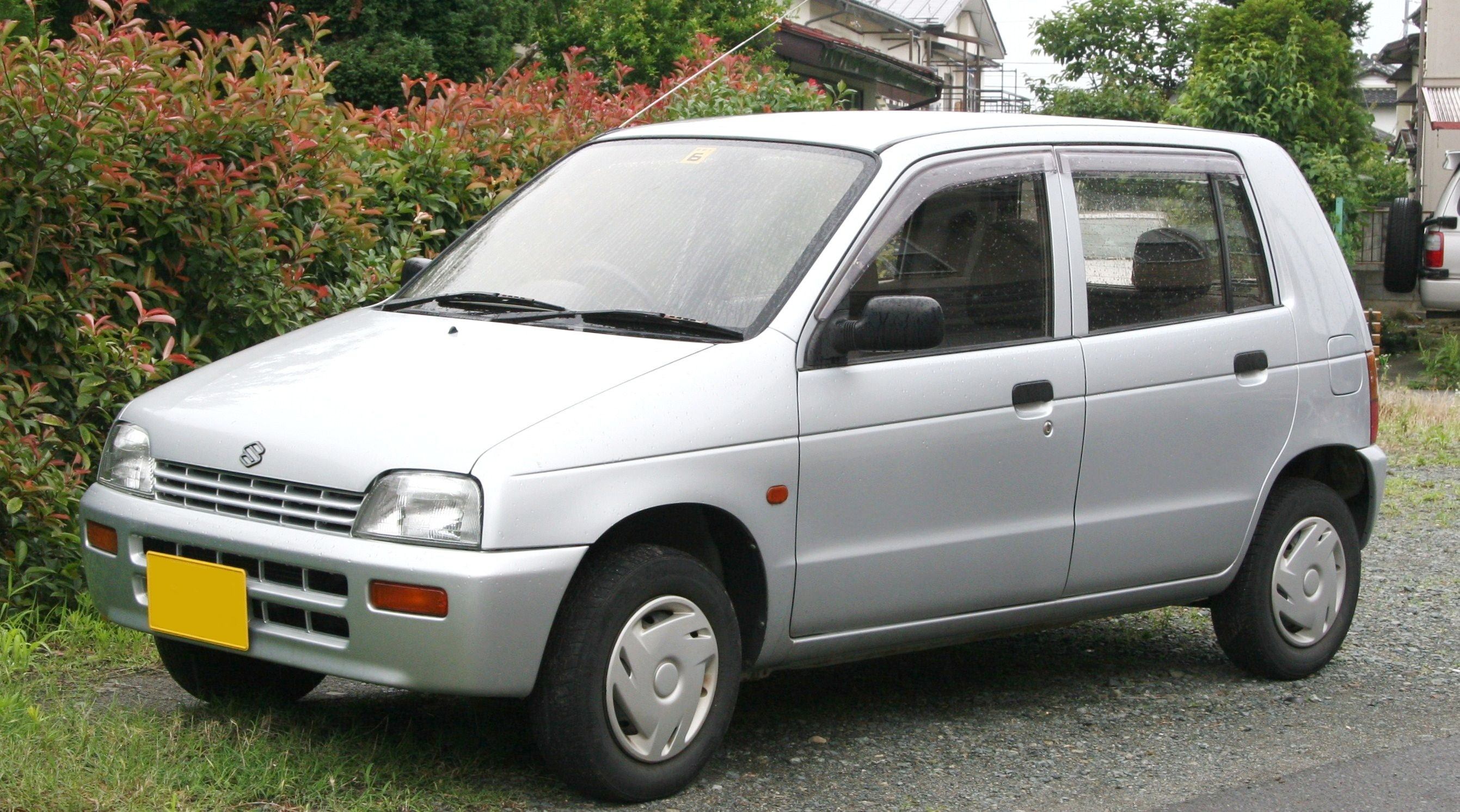
Suzuki Alto HA11 (1994–1997)

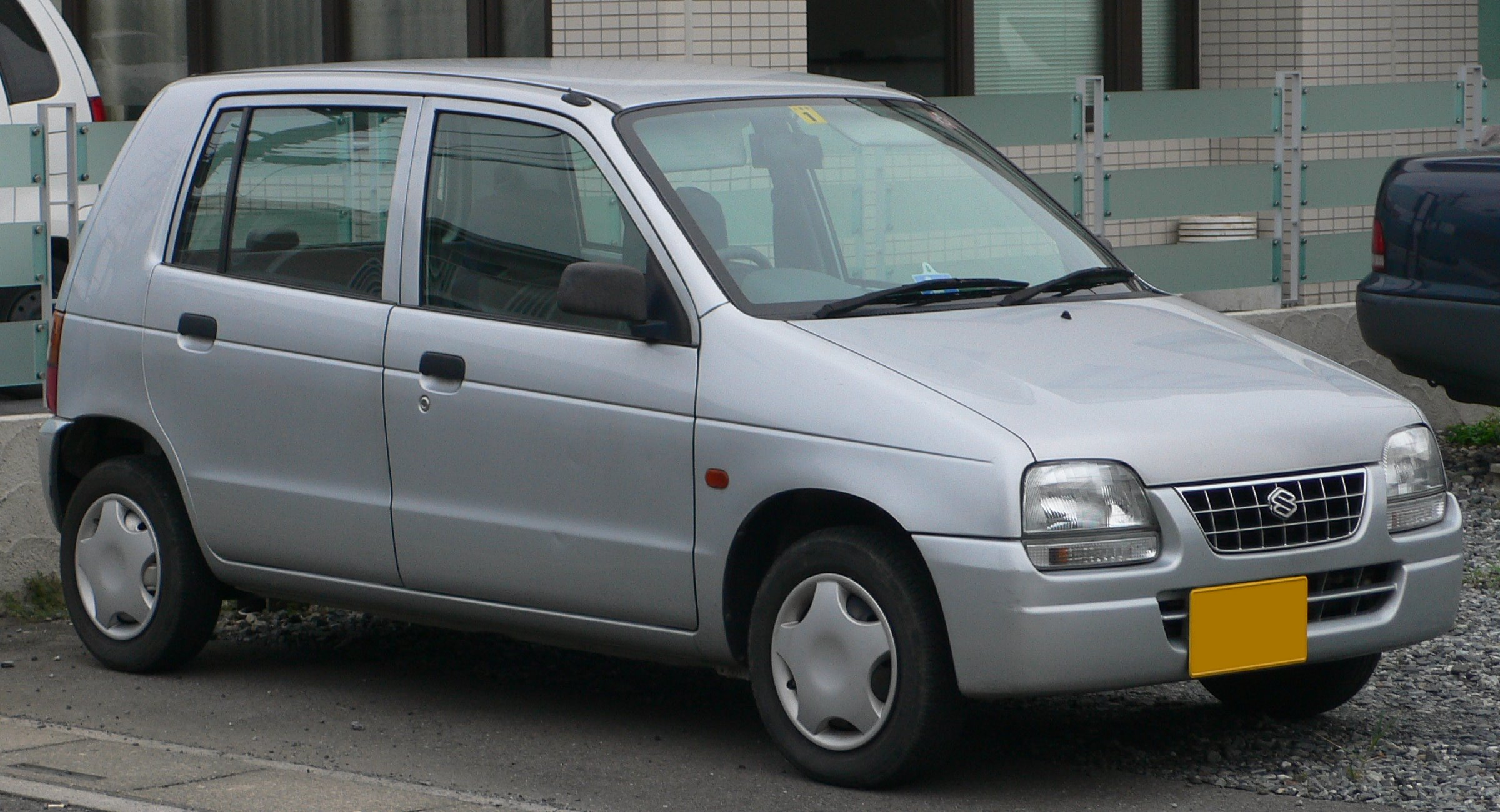
Suzuki Alto HA11 (1997–1998)

Четверте покоління Alto випускалося у вигляді 3- і 5-дверного хетчбека. Він мав досить місткий і зручний внутрішній простір. Оснащався Alto 6-клапанним двигуном SOHC обсягом 660 см3 і 12-клапанним двигуном SOHC. Міг випускатися в повноприводному варіанті. Як і раніше, існувала комплектація Alto Works, що має більш високий рівень виконання.
В 1997 році модель оновили, змінивши передню частину та оснащення.

### П'яте покоління (1998-2004)

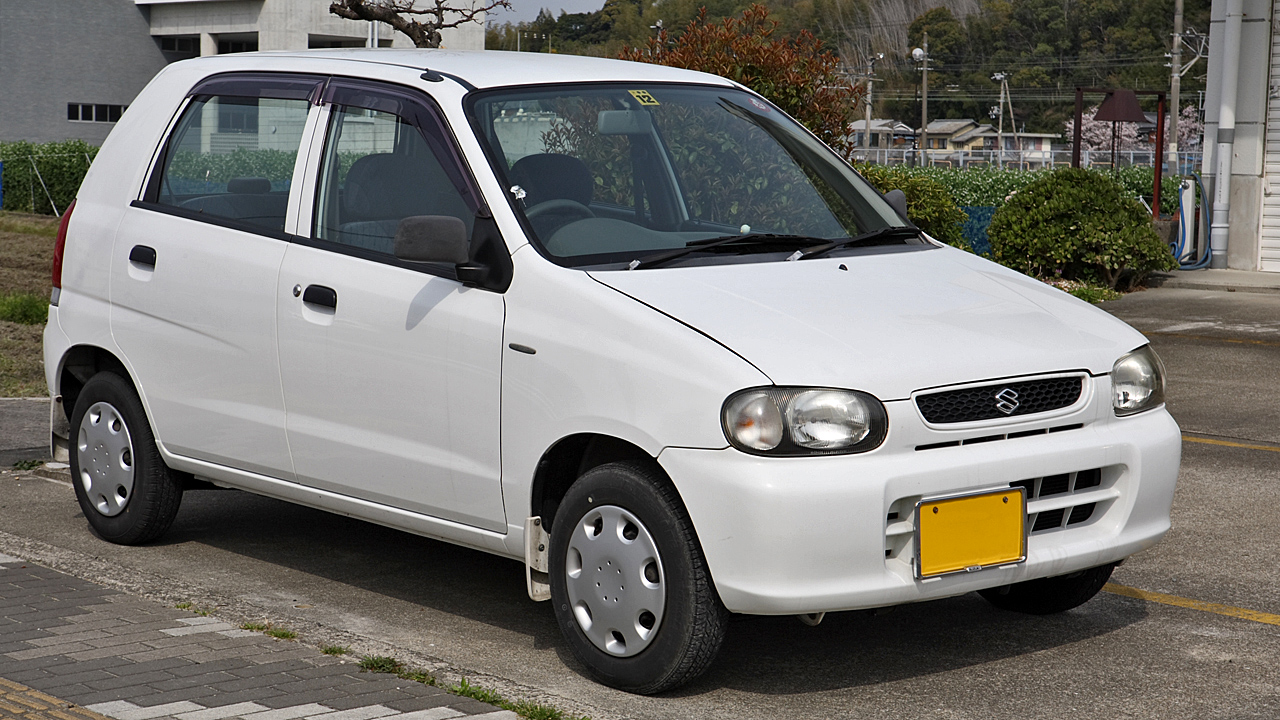
Suzuki Alto HA12 (1998–2000)

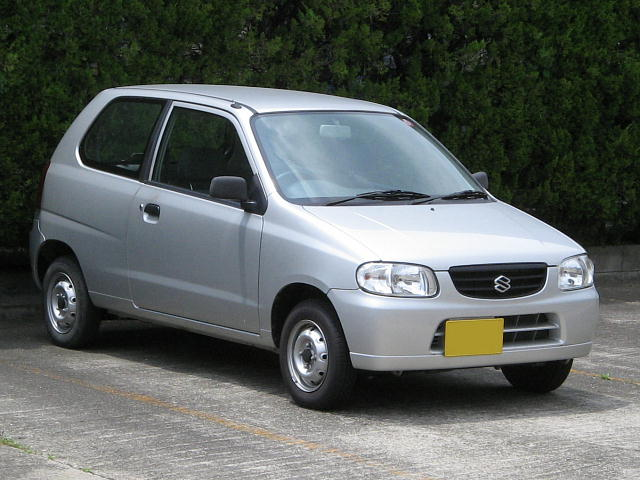
Suzuki Alto HA23 (2000–2004)

У жовтні 1998 року в зв'язку зі зміною стандартів на малолітражні автомобілі Suzuki Alto пережив повну модельну зміну, результатом якої стала поява п'ятого покоління. Трохи збільшилися габарити моделі. Посилено враження клиноподібної форми кузова, великі прорізи повітрязабірника в поєднанні з вузькими ґратами радіатора і округлими фарами надали автомобілю більш виразний вигляд, ніж у попередника. Для зручності посадки і висадки пасажирів рівень сидінь був трохи піднятий. Крім основних модифікацій, випускалися обмежені серії Alto C і Alto C2, виконані в ретро-дизайні і які відрізнялись ексклюзивними елементами зовнішньої і внутрішньої обробки.
В цілому Alto даного покоління оснащувався п'ятьма варіантами двигунів, починаючи з найпростішого 6-клапанного SOHC потужністю 42 л.с. З найбільш поширених - трьохциліндровий 12-клапанний SOHC (46 к.с.) і 12-клапанний двигун VVT (55 к.с.). Був передбачений варіант двигуна, що працює на збіднених сумішах - він дозволяв автомобілю проїхати на одному літрі палива до 29 км. Навпаки, турбоверсии потужністю 60 і 64 к.с. забезпечували максимально можливу динаміку. Що стосується можливостей вибору трансмісії, то тут Alto пропонував всілякі комбінації: 4- і 5-ступінчаста "механіка", 3-ступінчастий "автомат" і варіатор. Моделі, на яких використовується 12-клапанний двигун (включаючи турбо), комплектувались повним приводом (4WD) - на «автоматі» або з «механікою».
Ходова частина Suzuki Alto принципово не змінилася. Це все те ж поєднання передньої підвіски типу Макферсон і задньої торсіонної балки. В результаті змін платформи в порівнянні з попереднім поколінням відбулося збільшення зовнішніх розмірів і ваги (на 10 кг) машини, проте мінімальний радіус розвороту навіть трохи скоротився - до 4,2 м. Таким чином, поява нового покоління моделі не позбавило Alto статусу малолітражного автомобіля.
З систем безпеки в оснащення Suzuki Alto входять підсилювачі жорсткості в дверях, триточкові ремені безпеки з обмежувачем зусилля, кріплення дитячих крісел, сигналізатор непристебнутий ремінь безпеки, додатковий стоп-сигнал. Досить широкий список опцій дозволяв оснастити автомобіль сучасними засобами безпеки - пропонувалися водійська і пасажирська подушки, системи ABS, EBD, BAS. З 2002 року передні подушки стають стандартним обладнанням для всіх модифікацій, за винятком найпростіших (VS).

### Шосте покоління (2004-2009)

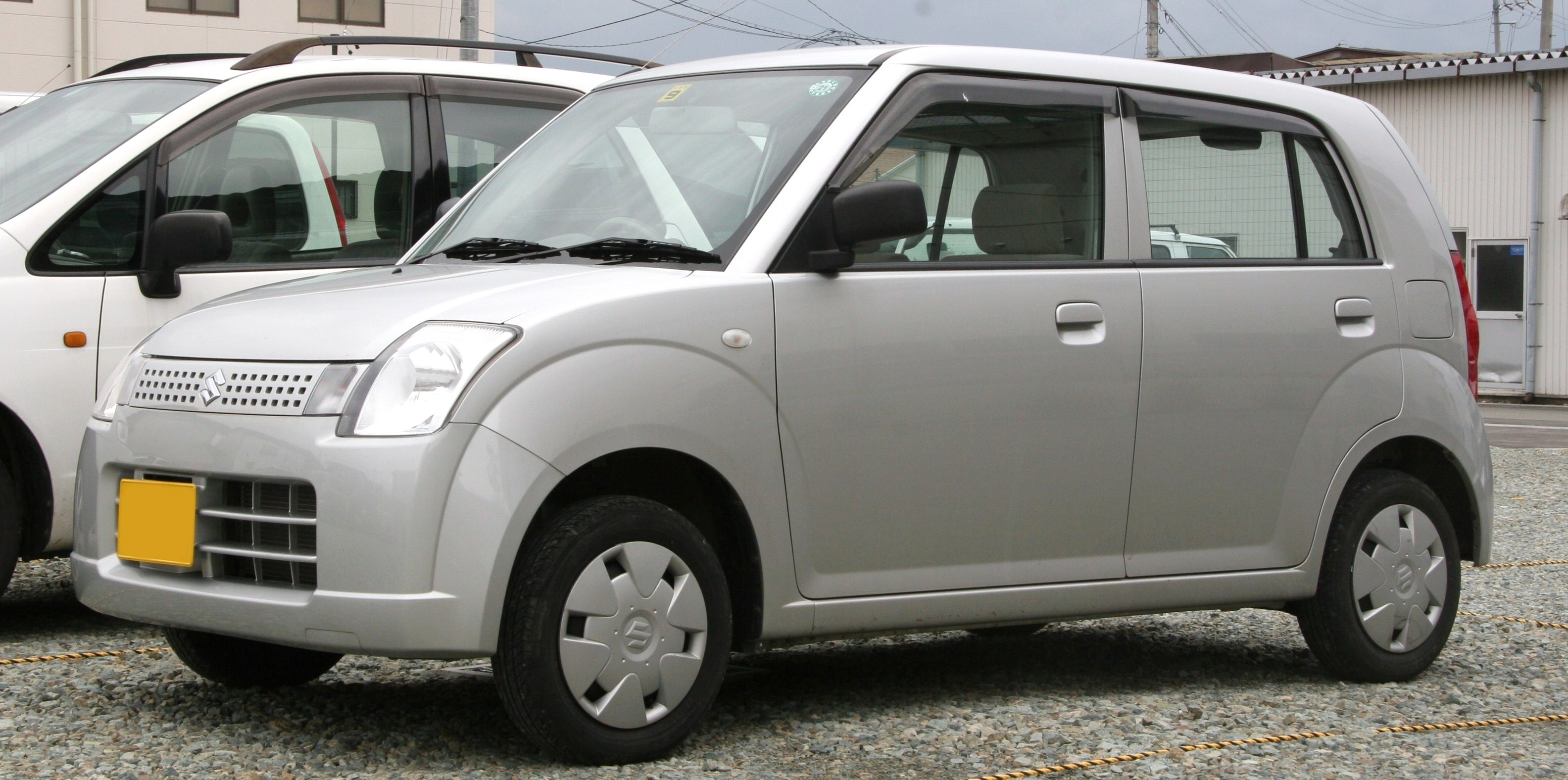
Suzuki Alto HA24 (2004–2006)

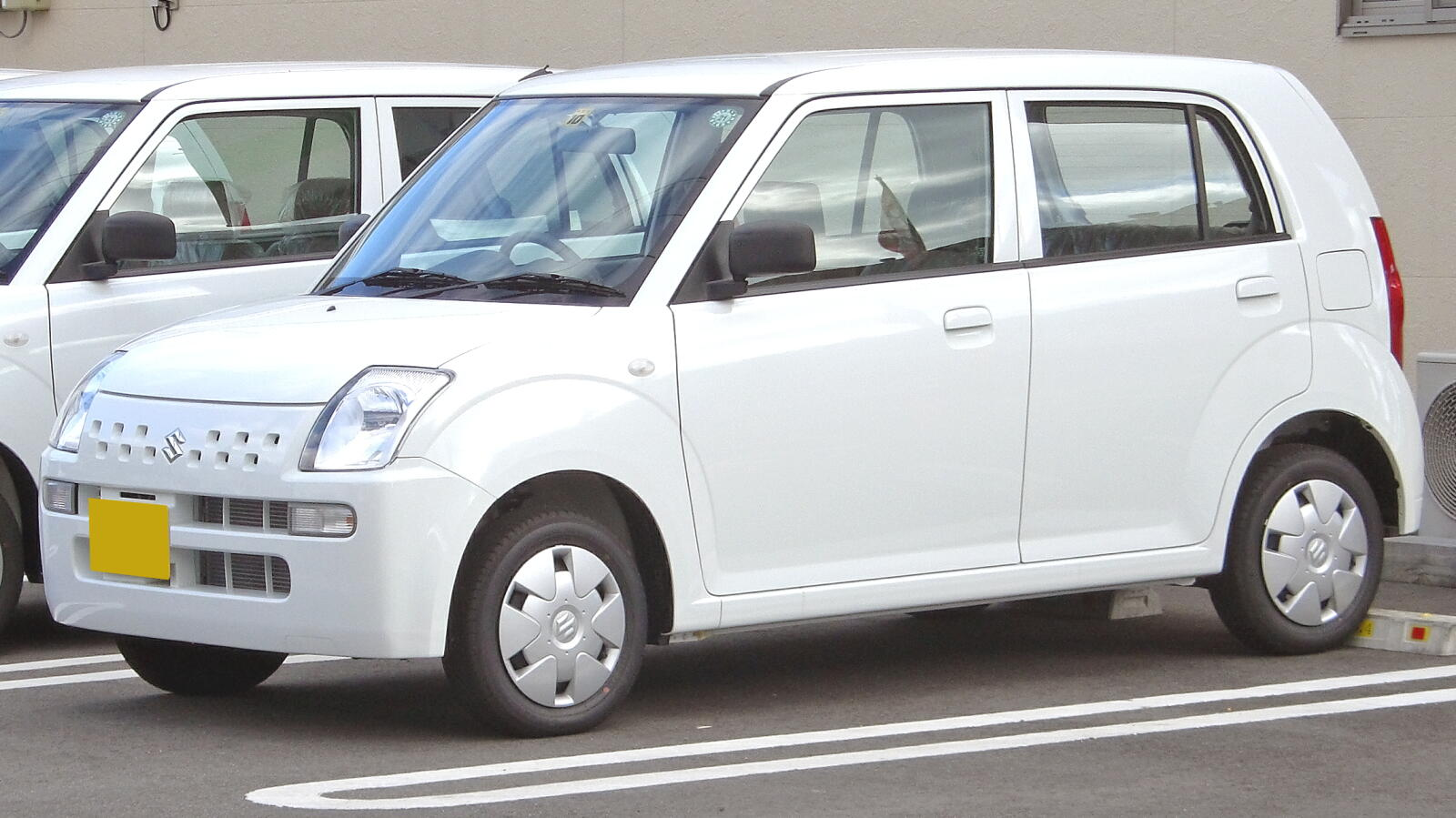
Suzuki Alto HA24 (2006–2009)

У 2004 році з'явилося вже шосте покоління цього автомобіля, і на цей раз з ним відбулися значні зміни. За рахунок того, що Alto побудований на новій платформі Wagon R, кардинально змінився образ. У порівнянні з машиною 5-го покоління в наявності явне «облагороджування» зовнішніх і внутрішніх даних. Силует Alto нічим більше не нагадує звичний клиноподібний хетчбек. До того ж об'ємність кузова добре компенсує досить велику висоту машини (1500-1510 мм). Безсумнівним козирем стала і ціна машини на внутрішньому ринку. В даному поколінні Suzuki Alto має тільки 5-дверний варіант кузова і пропонується в двох основних категоріях. Дорожча передбачає тільки 4-ступінчасту коробку передач з автоматичним перемиканням. Що стосується стандартного оснащення, то тут вибір ширший: або 3-ступінчастий "автомат", або 5-ступінчаста механічна коробка передач. Для обох модифікацій передбачений варіант на повному приводі.
Suzuki Alto 6 оснащується тільки одним мотором. Це рядний трициліндровий двигун K6A об'ємом 0,66 л і двома розподільними валами в голівці циліндрів (DOHC). При потужності 54 к.с. він задовольняє основним запитам споживачів. Правда автомобіль поважчав. Найлегша версія VS важить 700 кг - приблизно стільки ж, скільки найважча модифікація попереднього покоління. А самий технічно озброєний автомобіль нового покоління Suzuki Alto 660 X set option 4WD і зовсім має вагу 820 кг. Так що питома потужність в порівнянні з колишнім Alto залишає бажати кращого, а турбо-версій в цьому поколінні немає.
Великим плюсом чергового покоління став ще менший радіус розвороту - він знизився до майже рекордних для класу 4,1 метра. При цьому електропідсилювач гарантує легке управління, відчуття стабільності в поворотах і додаткову економію палива. Правда і підвіска стала жорсткішою. Конструктивно ж ходова частина Alto залишається колишньою - амортизаційні стійки попереду і задня торсіонна підвіска, дискові передні гальма і барабанні задні. Базова версія має шини 135/80R12, а в комплектаціях G автомобіль оснащений шинами 155/65R13, але в опціях значилися і 165/55R14 на легкосплавних дисках.
З систем безпеки в стандартне оснащення Suzuki Alto входять передні подушки безпеки, ремені безпеки з преднатяжителями і обмежувачами зусилля, дитячі кріплення, додаткові бруси жорсткості в дверях. У комплектаціях G і X опціонально: ABS (антиблокувальна система гальм), EBD (електронна система розподілу гальмівних сил), Brake Assist (допоміжного гальмування), протиугінна система.

### Сьоме покоління (2009-2014)

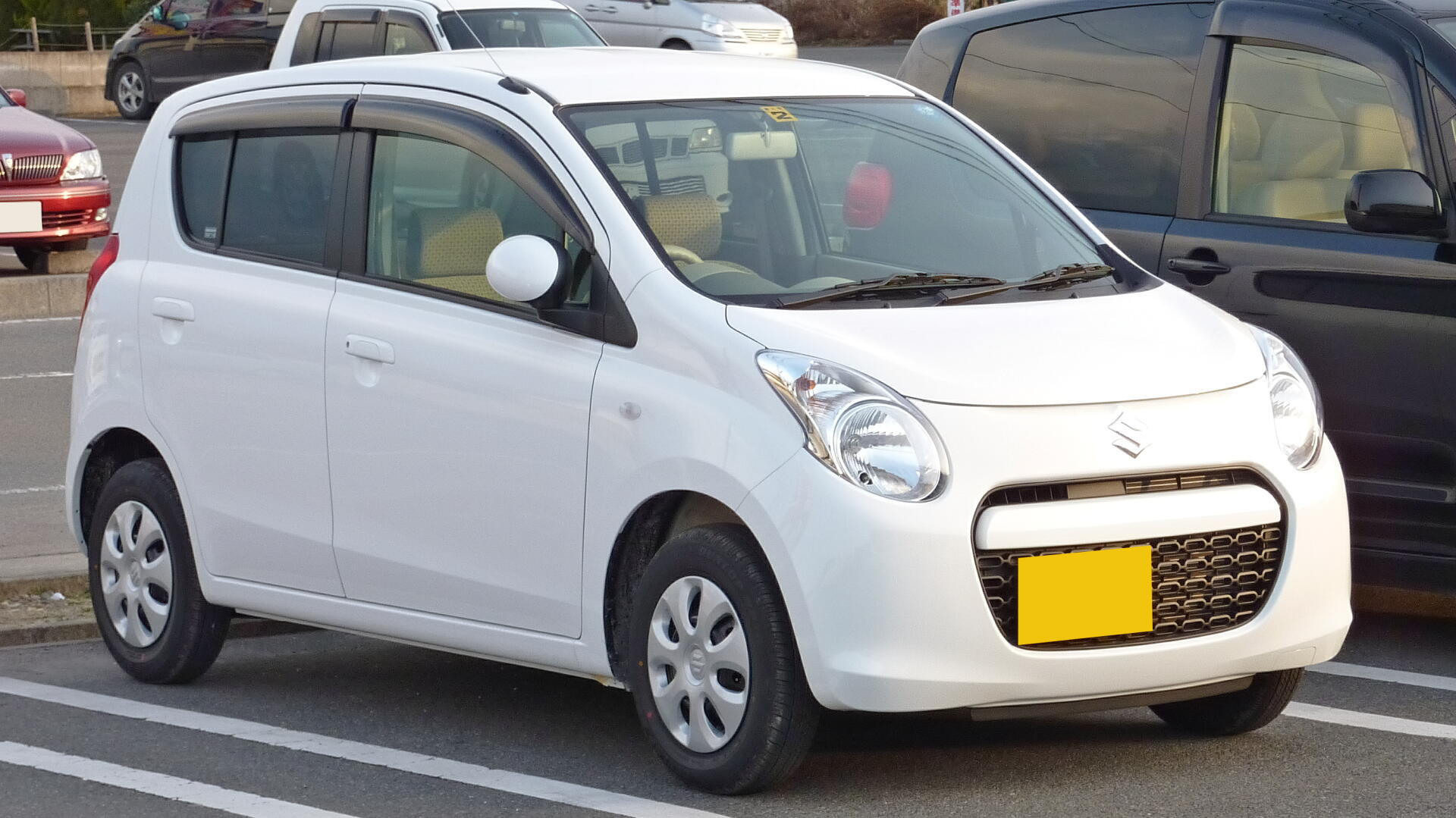
Suzuki Alto HA25 (2009–2014)

Концепція сьомого Alto спрямована на подальший розвиток ідеї малолітражного автомобіля, привабливого для будь-яких поколінь. У дизайні кузова звертають на себе увагу великі фари, які за рахунок своєї форми роблять зовнішній вигляд моделі досить оригінальним і цікавим. Платформа як і раніше однакова з Wagon R. Але в порівнянні з попередником збільшилися колісна база і відстань між передніми і задніми сидіннями, що зробило посадку і висадку більш комфортною, а також підвищило функціональність. Безумовно, розробники не забули наділити своє дітище основними достоїнствами малолітражного автомобіля, такими як економічність, екологічність, простота у використанні і т.д.
Автомобіль продовжує випускатися тільки в п'ятидверному кузові і в безлічі комплектацій, включаючи найпростіший комерційний фургон (VAN). Основні комплектації починаються з версії E, що пропонує кондиціонер з ручним керуванням і салонним фільтром, додатковий ящик в багажнику, цільну спинку заднього сидіння. У комплектації F присутні сигналізація, підсилювач рульового управління, дистанційний ключ, електросклопідйомники, AM/FM-радіо і CD-плеєр, покращений дизайн приладової панелі з білими шкалами, інформаційний дисплей для відображення пройденої відстані, а також миттєвого і середньої витрати палива. Комплектації G відрізняються заводської тонуванням, заднім склоочисником. У верхній комплектації X присутній регульована рульова колонка, регулювання висоти сидіння водія, задні підголовники, роздільні спинки заднього сидіння (50:50), що збільшує можливості для одночасного перевезення вантажу і пасажирів. З 2010 року була додана нова топова комплектація G4, яка, крім іншого, пропонує систему «старт-стоп» і інші корисні опції.
Оснащується Suzuki Alto двигуном з системою VVT. Крім 5-ступінчастою «механіки» і 4-ступеневої "автомата", він комплектується новим CVT, аналогічним тому, що встановлюють на Suzuki Palette, завдяки чому автомобіль має низьку витрату палива. Наприклад, передньопривідні версії машини з варіатором споживають 4,08 літра на 100 км в режимі «10-15». Всі моделі, включаючи повнопривідні, відповідали нормативам «Eco Car» і потрапляли під пільгове оподаткування, що позначилося на збільшенні популярності моделі. Вперше автомобіль оснащений системою «старт-стоп», а крім звичайного мотора 54 к.с. з 2012 року пропонується серія VVT Eco потужністю 52 к.с. і поліпшеними екологічними показниками.
Колісна база в 2400 мм дозволила створити простору кабіну, налаштувати підвіску для хорошої керованості і комфортної їзди. Водієві надано хороший огляд, двері машини широко відкриваються. Це все - необхідні для міста якості, разом з малим радіусом розвороту, збереженим від попереднього покоління. Крім того, не змінилися і габарити автомобіля в довжину і ширину, хіба що трохи збільшилася висота - з 1500 до 1520 мм і до 1545 мм у повнопривідних модифікацій.
У новому поколінні Alto велику увагу приділено безпеці - цього навіть сприяють високо розташовані фари, що забезпечують хорошу видимість і помітність самого автомобіля. Була переглянута конструкція всього кузова: збільшено використання високоміцної сталі, при цьому особлива увага приділена тому, щоб посилення конструкції кузова за рахунок товщини панелей не привело до збільшення його ваги. Автомобіль непогано показав себе в краш-тестах. Оснащується подвійними подушками безпеки, ременями безпеки з преднатяжителями і обмежувачами навантаження. У більш дорогих комплектаціях присутні: ABS (антиблокувальна система гальм), EBD (електронна система розподілу гальмівних сил), Brake Assist (система екстреного гальмування).
Alto в даному поколінні пропонує найрізноманітніші варіанти. Це можуть бути дорогі модифікації з більш комфортним і функціональним, за рахунок роздільної задньої спинки, салоном. Або модифікації з поліпшеними екологічними показниками (ECO), які відрізняються зменшеним вагою, підвищеними аеродинамічними характеристиками, наявністю прогресивних систем енергозбереження. Повнопривідні модифікації доступні з будь-яким типом трансмісії.

### Восьме покоління (2014-2021)

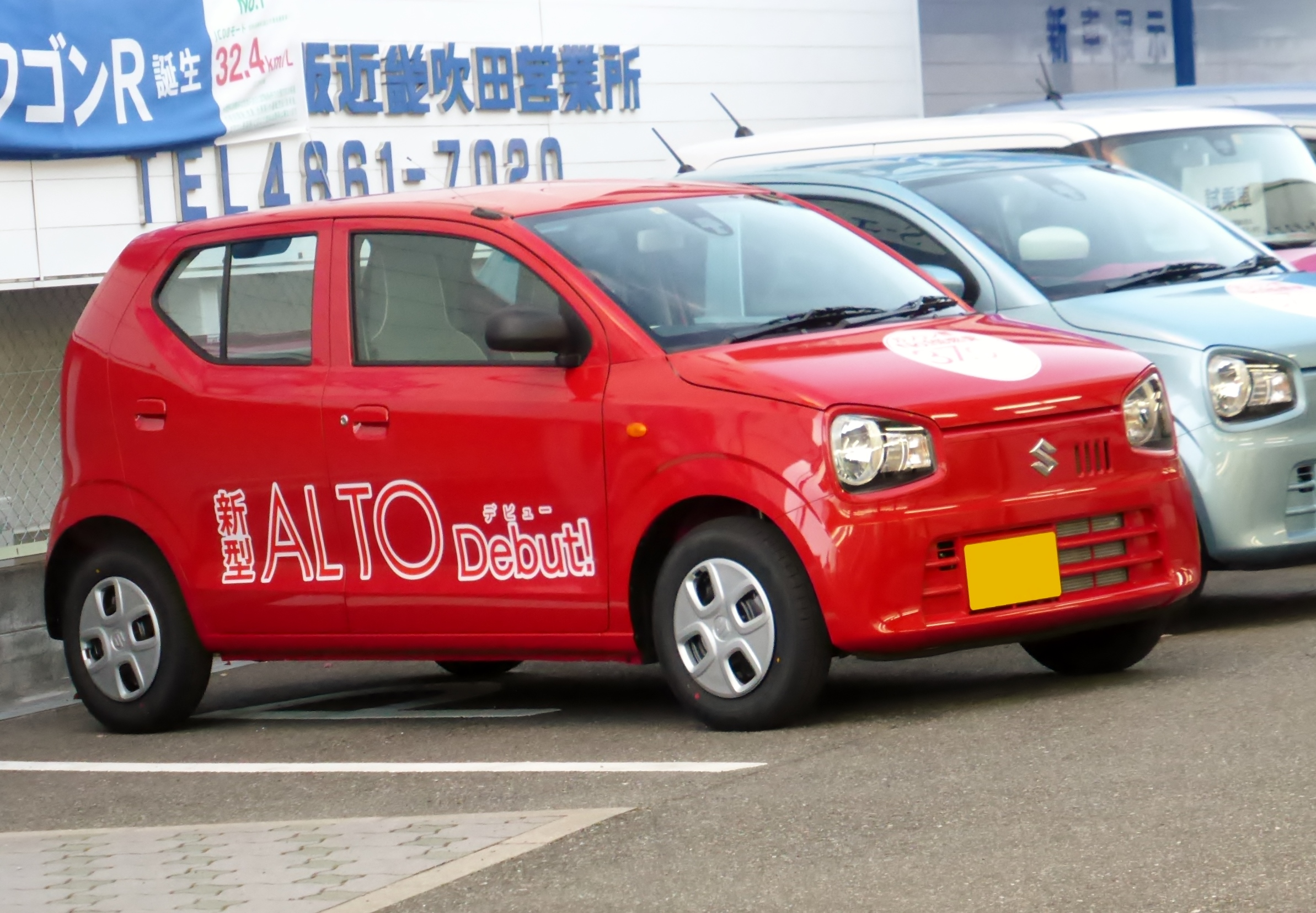
Suzuki Alto HA36 (2014-2021)

У грудні 2014 року в компанія Suzuki представила восьме покоління кей-кара Suzuki Alto. Автомобіль став уособленням доступності та економічності. Suzuki Alto розроблений на абсолютно новій платформі, яка дозволила виграти у вазі 60 кг в порівнянні з минулим поколінням. Найлегша модель в лінійці Alto (передній привід, МКПП) важить всього 610 кг. Згодом ця база буде взята за основу інших кей-карів бренду.
Легкий кузов разом з оновленим 660-кубовим двигуном R06A і сучасним варіатором дозволили Альто стати найекономічнішим негібридним автомобілем з бензиновим ДВЗ в Японії. Його ефективність витрати палива в японському тестовому циклі JC08 становить 37 км/л (2,7 л на 100 км). Економити бензин також допомагають системи ENE-CHARGE (додаткова літій-іонна батарея, від якої енергія йде на деякі електросистеми), Engine Auto Stop Start System (старт-стоп) і ECO-COOL (економічний кондиціонер).
В пару до трициліндровий двигун R06A пропонується відразу три трансмісії на вибір - варіатор, п'ятиступінчаста механічна коробка передач і (вперше) роботизована версія останньої. Привід може бути як передній, так і повний. 

### Дев'яте покоління (з 2021)

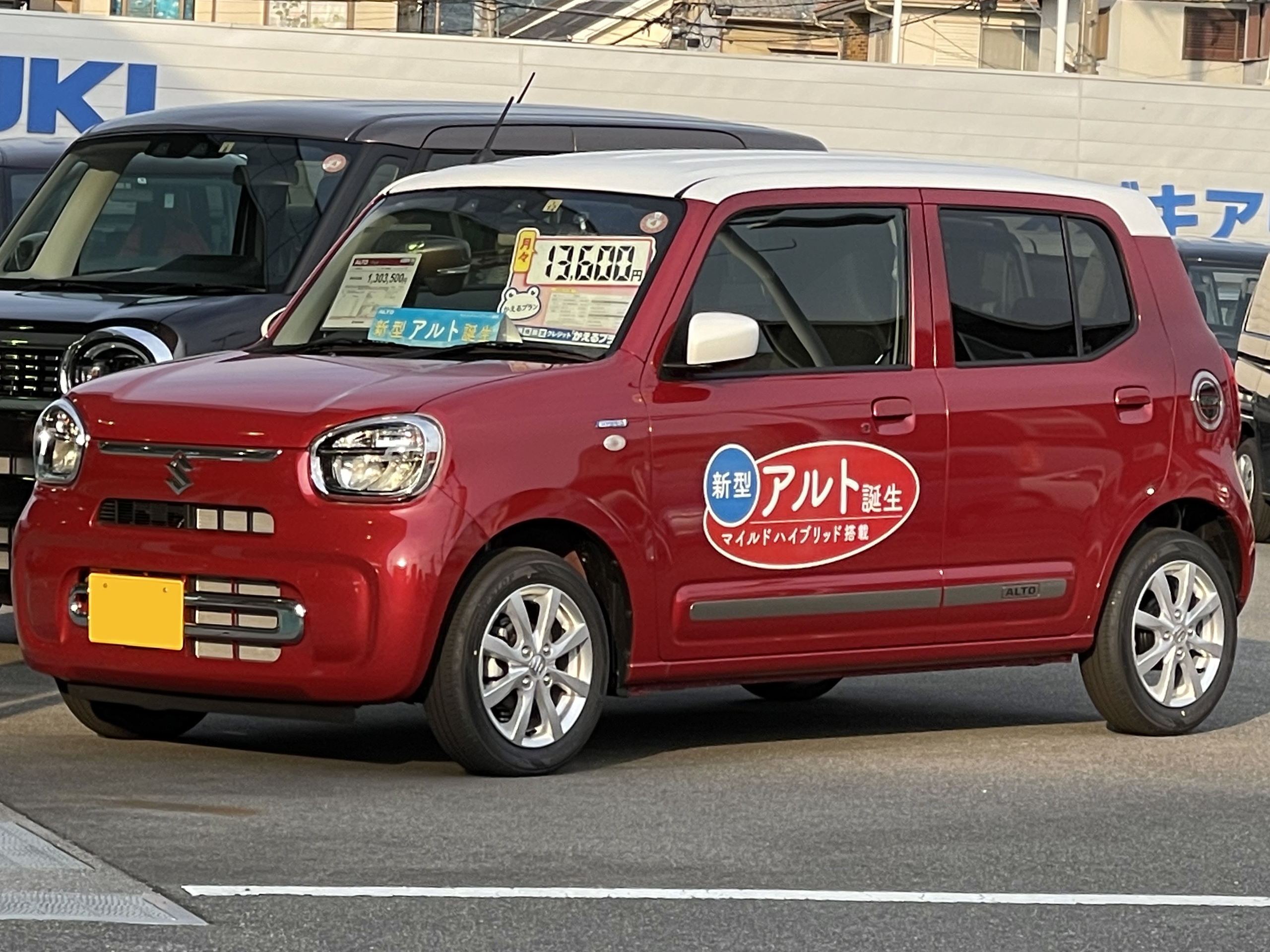
Suzuki Alto (з 2021)

Дев’яте покоління Alto було представлено в Японії в грудні 2021 року.  Він продовжує створюватися на полегшеній платформі HEARTECT і оснащений тим же двигуном R06A, що й звичайні моделі. 
Крім того, автомобіль отримав новий двигун R06D з м’якою гібридною системою, який також можна побачити в Suzuki Wagon R Smile. CVT — єдина коробка передач, доступна в цьому поколінні, яка стала першим Alto без опції ручної трансмісії.  Автоматизована механічна трансмісія Auto Gear Shift (AGS) також скасована.
Зовнішній стиль розроблений Алессандро Ді Грегоріо, дизайнером Suzuki European Design Center в Італії: естетично весь кузов має м’які, дружніші та менш кутасті лінії, нагадуючи при цьому дизайн попереднього покоління. Лобове скло більш вертикальне, щоб зробити салон більш просторим, а загальна висота збільшена.

Доступні чотири рівні комплектації: «A» і «L» для звичайної моделі та «S» і «X» для гібридної моделі. 

## Європейський ринок

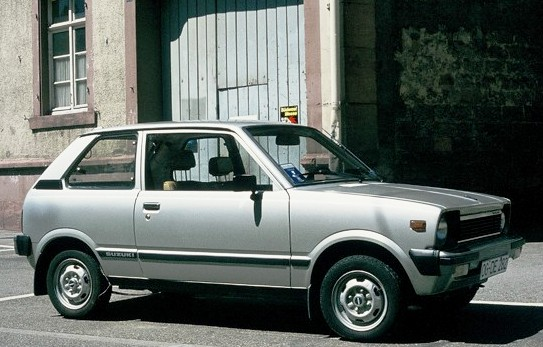
Suzuki Alto I (1979–1986)
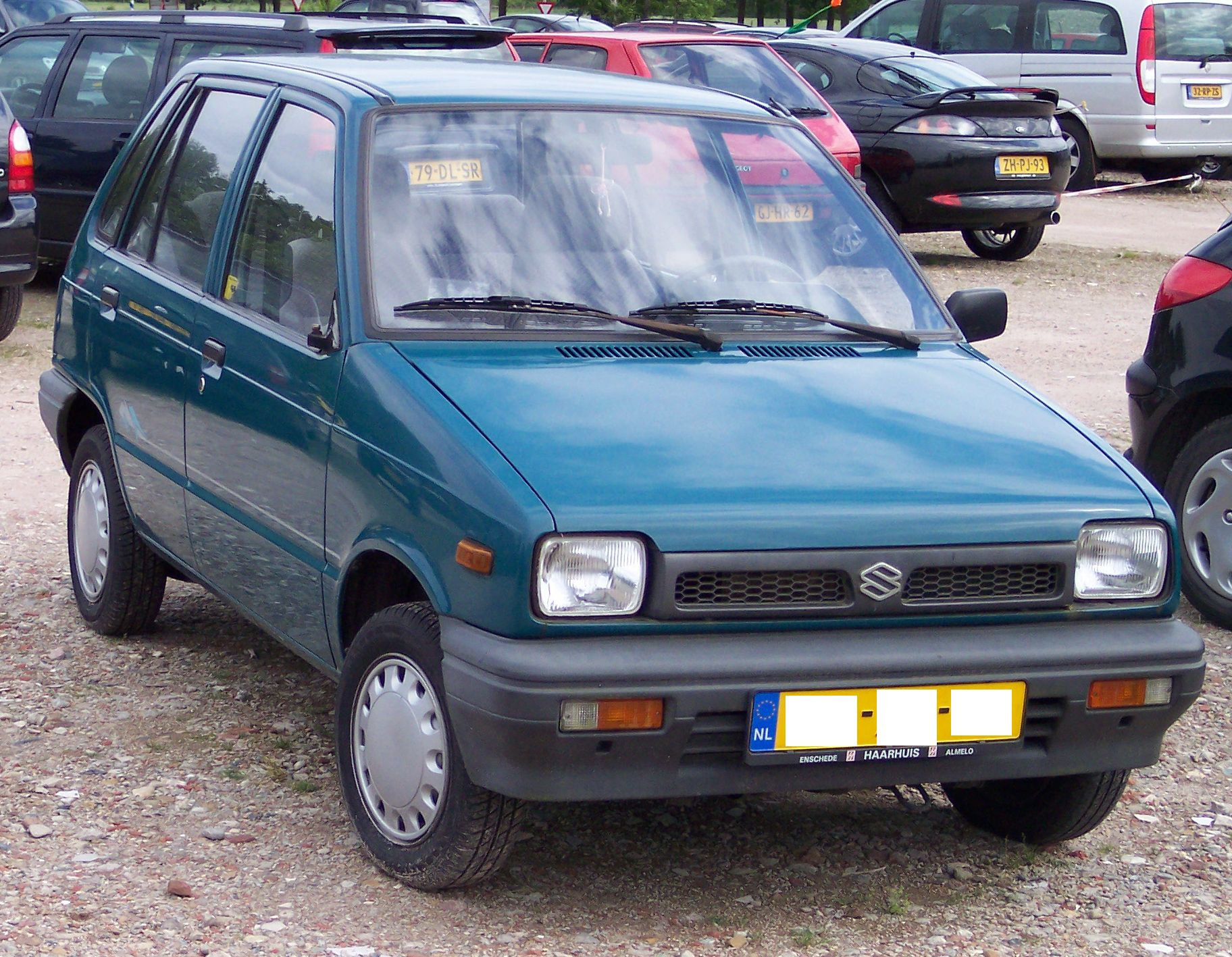
Suzuki Alto II (1986–1994)

### Третє покоління (1994-2002)

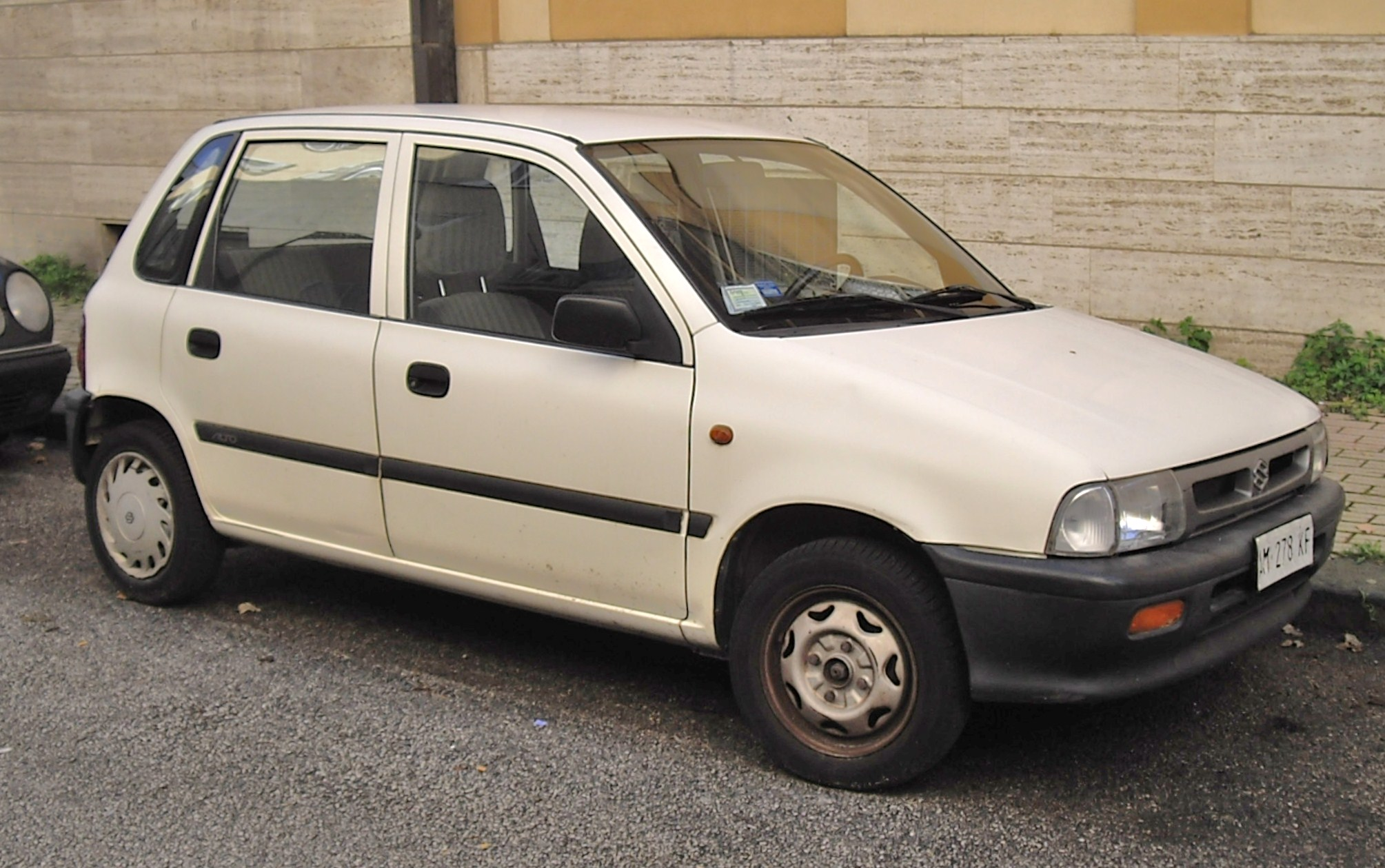
Suzuki Alto III (1994–2002)

В 1994 році представлене третє покоління Сузукі Альто для європейського ринку, яке створене на основі Suzuki Cervo (MH410) і відрізняється від японського Альто розмірами, зовнішнім виглядом і оснащенням. Автомобіль пропонувався в 3- і 5-дверному варіанті кузова типу хетчбек. Цей автомобіль був створений відповідно до нових стандартів малолітражного автомобіля: об'єм двигуна 993 см3 потужність 54 к.с., зовнішні розміри теж збільшені.

### Четверте покоління (2002-2006)

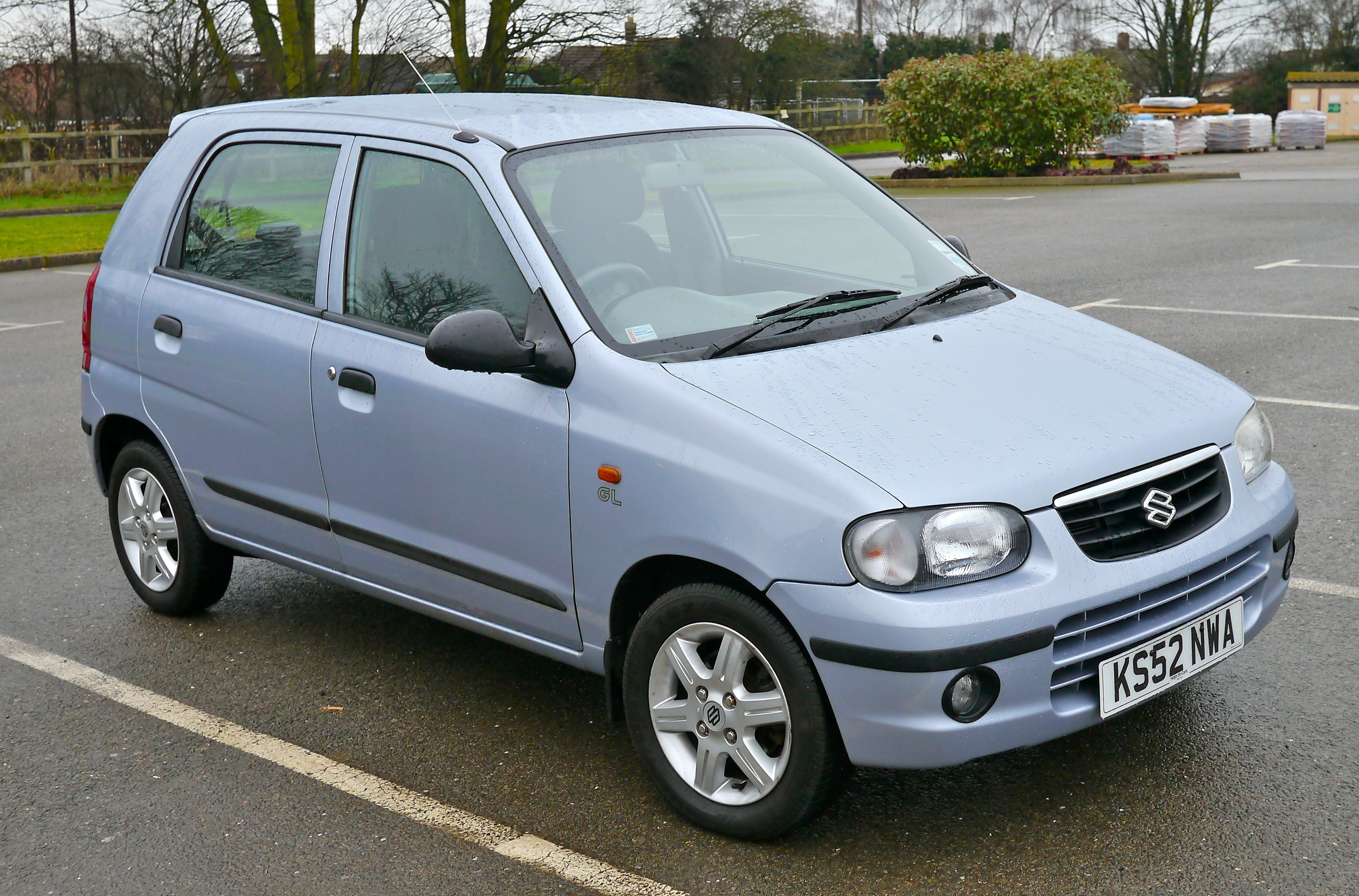
Suzuki Alto IV (2002–2006)

В 2002 році на європейський ринок представили четверте покоління Сузукі Альто HA23, яке знову стало аналогом японської моделі, але комплектувалося двгуном 1061 см3 16V потужністю 63 к.с. Автомобіль розганявся до 155 км/год, споживання складає близько 4,9 літрів на 100 кілометрів та викидає в атмосферу 119 г/км CO2.
Всі пластикові компоненти зробили з екологічно чистих матеріалів.

### П'яте покоління (2006-2014)

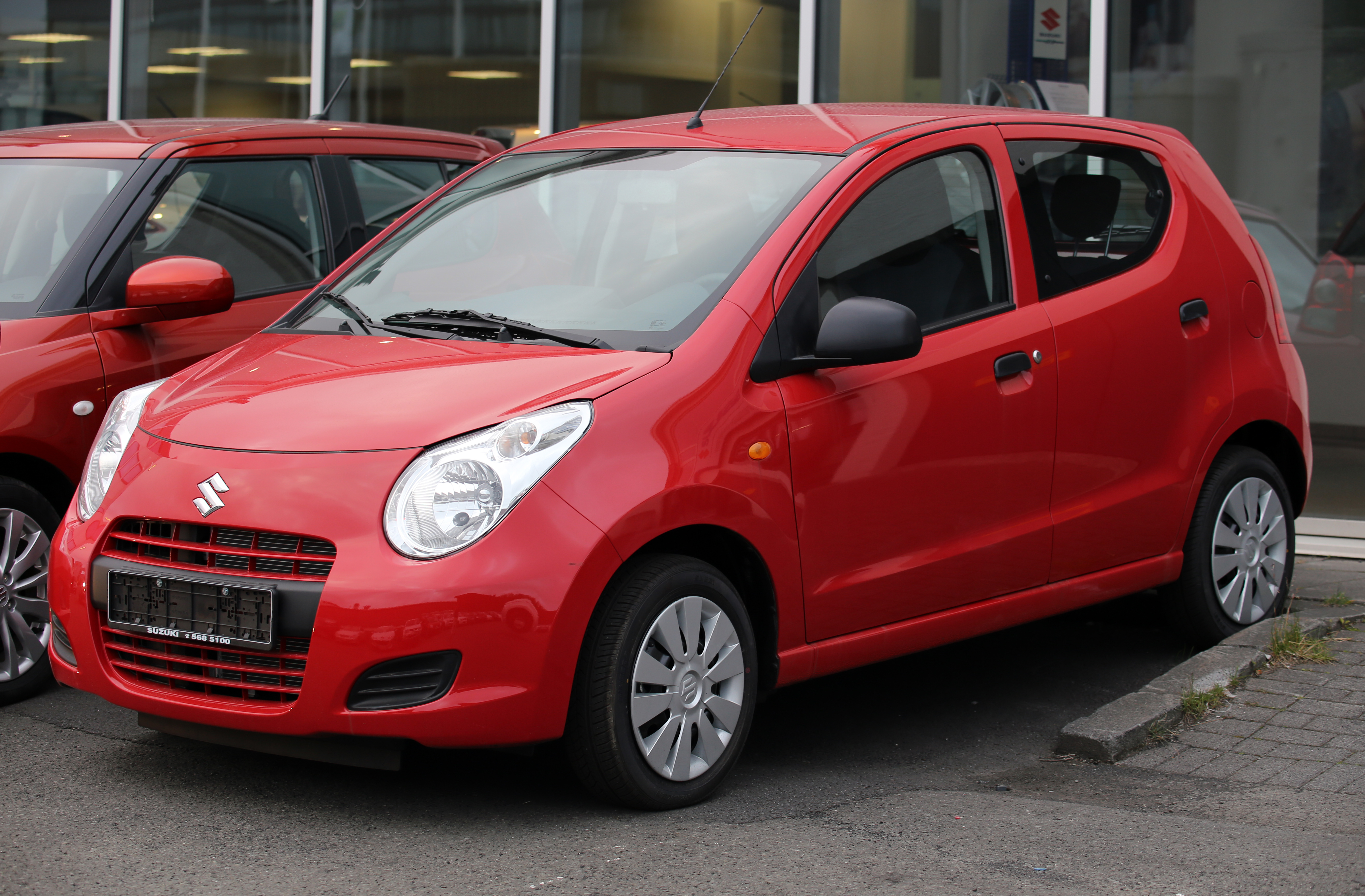
Suzuki Alto V (2006-2014)

В 2006 році для європейського ринку представили нове покоління моделі Альто, яке знову відрізняється від японської моделі. Дотримуючись принципу простоти, Suzuki розробила зрозумілу лінійку з трьох моделей. Перелік розпочинає модель SZ. Одразу за нею йде SZ3, в якій передбачено декілька бажаних елементів, включаючи кондиціонер та функцію дистанційного закривання. Топова SZ4 пропонує: систему контролю стійкості, литі диски коліс, дзеркала і дверні ручки, пофарбовані у колір кузова, та задні сидіння, які можна посунути вперед та скласти. Ця ж модель доступна з чотириступінчастою автоматичною коробкою передач замість стандартної п'ятиступінчастої механічної. Моделі SZ2 та SZ3 постачаються лише з двома подушками безпеки. Для того, щоб отримати бічні подушки та шторки, варто обрати SZ4. Незалежно від комплектації, усі Alto мають 1.0-літровий бензиновий двигун. Як це буває з автомобілями базового рівня, водій, навіть при великому бажанні, не може додати опцій. Як альтернатива передбачено декілька аксесуарів, включаючи: килимки, шкіряний важіль перемикання передач, багажник на даху і хромовані дверні лиштви.
Мініатюрному Alto дістався 1.0-літровий трициліндровий бензиновий двигун на 68 к.с. Зі стандартною п'ятиступінчастою механічною коробкою передач розгін відбувається за 14.0 секунд. Витрата пального перебуває на рівні 5.5 л/100 км у міському, 3.8 л/100 км у заміському та 4.4 л/100 км у змішаному циклах. Максимальна швидкість обмежується 155 км/год. При чотириступінчастій автоматичній коробці розгін відбувається за 17.0 секунд. Витрачає хетчбек 6.7 л/100 км у міському, 4.5 л/100 км у заміському та 5.2 л/100 км у змішаному циклах. Максимальна швидкість зменшується до 150 км/год. Привід у автомобіля на передні колеса.

#### Двигун
- 1.0 л K10B I3 68 к.с.